# Mack North
Mack North és una concentració de població designada pel cens dels Estats Units a l'estat d'Ohio. Segons el cens del 2000 tenia 3.529 habitants.

## Demografia
Segons el cens del 2000, Mack North tenia 3.529 habitants, 1.141 habitatges, i 974 famílies. La densitat de població era de 442,4 habitants per km².
Dels 1.141 habitatges en un 43,5% hi vivien nens de menys de 18 anys, en un 75,7% hi vivien parelles casades, en un 6,7% dones solteres, i en un 14,6% no eren unitats familiars. En el 13% dels habitatges hi vivien persones soles el 6,7% de les quals corresponia a persones de 65 anys o més que vivien soles. El nombre mitjà de persones vivint en cada habitatge era de 3,09 i el nombre mitjà de persones que vivien en cada família era de 3,4.
Per edats la població es repartia de la següent manera: un 30,6% tenia menys de 18 anys, un 8% entre 18 i 24, un 26,2% entre 25 i 44, un 25,7% de 45 a 60 i un 9,6% 65 anys o més.
L'edat mediana era de 37 anys. Per cada 100 dones de 18 o més anys hi havia 99,3 homes.
La renda mediana per habitatge era de 71.797 $ i la renda mediana per família de 77.560 $. Els homes tenien una renda mediana de 50.046 $ mentre que les dones 30.195 $. La renda per capita de la població era de 28.214 $. Aproximadament el 2,6% de les famílies i el 4% de la població estaven per davall del llindar de pobresa.

## Poblacions més properes
El següent diagrama mostra les poblacions més properes.